# Frankenia subteres
Frankenia subteres är en frankeniaväxtart som beskrevs av Victor Samuel Summerhayes. Frankenia subteres ingår i släktet frankenior, och familjen frankeniaväxter. Inga underarter finns listade i Catalogue of Life.